# هجوم منطقة كيش 2022
هجوم منطقة كيش في 25 يناير 2022 اقتحم مسلحون مركزًا أمنيًا تابعًا للجيش الباكستاني في منطقة نائية في داشت في مقاطعة كيش في بلوشستان باكستان، مما أسفر عن مقتل ما لا يقل عن عشرة من أفراد الأمن وإصابة ثلاثة آخرين. استمر الاشتباك لساعات قليلة تكبد خلالها المسلحون عدة إصابات. كما استولى المسلحون على أسلحة كانت موجودة في المركز الأمني. كما أكد سكان المنطقة وقوع هجوم على نقطة أمنية وأن المسلحين تكبدوا خسائر فادحة في الهجوم.
تقول وكالات إنفاذ القانون الباكستانية إن أحد المسلحين قُتل وأصيب عدة مسلحين آخرين عندما هاجم المسلحون المركز الأمني. كما تم اعتقال ثلاثة مسلحين مسؤولين عن الهجوم من قبل أجهزة إنفاذ القانون خلال عملية تفتيش في محيط المركز الأمني. لم تعلن أي جماعة مسؤوليتها عن الهجوم على نقطة أمنية.